# Magyarország autópályái
Magyarországon az első autópályát, az M1-es és M7-es közös budaörsi szakaszát 1964-ben építették és 1965. április 1-jén adták át (akkor még I–VII.sz.út jelöléssel). A Kádár-korszak elején a motorizáció alacsony szintje miatt csak lassan haladt a magyar hálózat fejlődése. Az 1980-as években pörgött fel az ütem. Az rendszerváltás során bekövetkező gazdasági visszaesés következtében leálltak az építkezések, majd magánbefektetők bevonásával indultak újra. Az 1990-es évek közepéig Magyarország autópályáinak használata ingyenes volt. Az M1 elsőként, 1996-ban érte el az országhatárt, majd követte az M5, majd az M7. Ekkortól kezdődött a mellékvonalak kiépítése, ami a mai napig folytatódik. Az Európai Uniós csatlakozás az autópálya-építés újabb hullámát hozta. Előbb a fizetőkapus díjszedési mód kezdett terjedni, de ezt az ezredforduló környékén felváltotta az adott időtartamra az egész hálózat használatára feljogosító matricák rendszere. Az új autópálya-szakaszokon épültek különleges műtárgyak. Ilyen például az M70-es Korongi hídja, az M8-as Pentele hídja, az M7-es Kőröshegyi völgyhídja, vagy a fővárosi körgyűrű Megyeri hídja. Bár logikus lenne, hogy az autópályák és autóutak nevében az M betű magyart jelentene, egyes vélemények szerint annak a rövidítése, hogy csak motorhajtású (M) járművek hajthatnak ezekre az utakra, de valójában ez félrevezető, mivel segédmotoros kerékpárok és lassújárművek nem közlekedhetnek ilyen utakon. A másik elmélet, miszerint a német nyelvterületen megszokott elnevezéssel (Autobahn, A) ellentétben Magyarország egy angol (Motorway, M) vagy orosz (Magisztral, M) eredetű rövidítést  alkalmaz, jobban megállja a helyét. Az autópályákon a megengedett legnagyobb sebesség 2001 óta 130 km/h (korábban 1979-ig 120 km/h, 1979 és 1987 között 100 km/h, 1987 és 2001 között szintén 120 km/h volt), az autóutakon 110 km/h.

## Autópályák, autóutak és fontosabb négysávos szakaszok

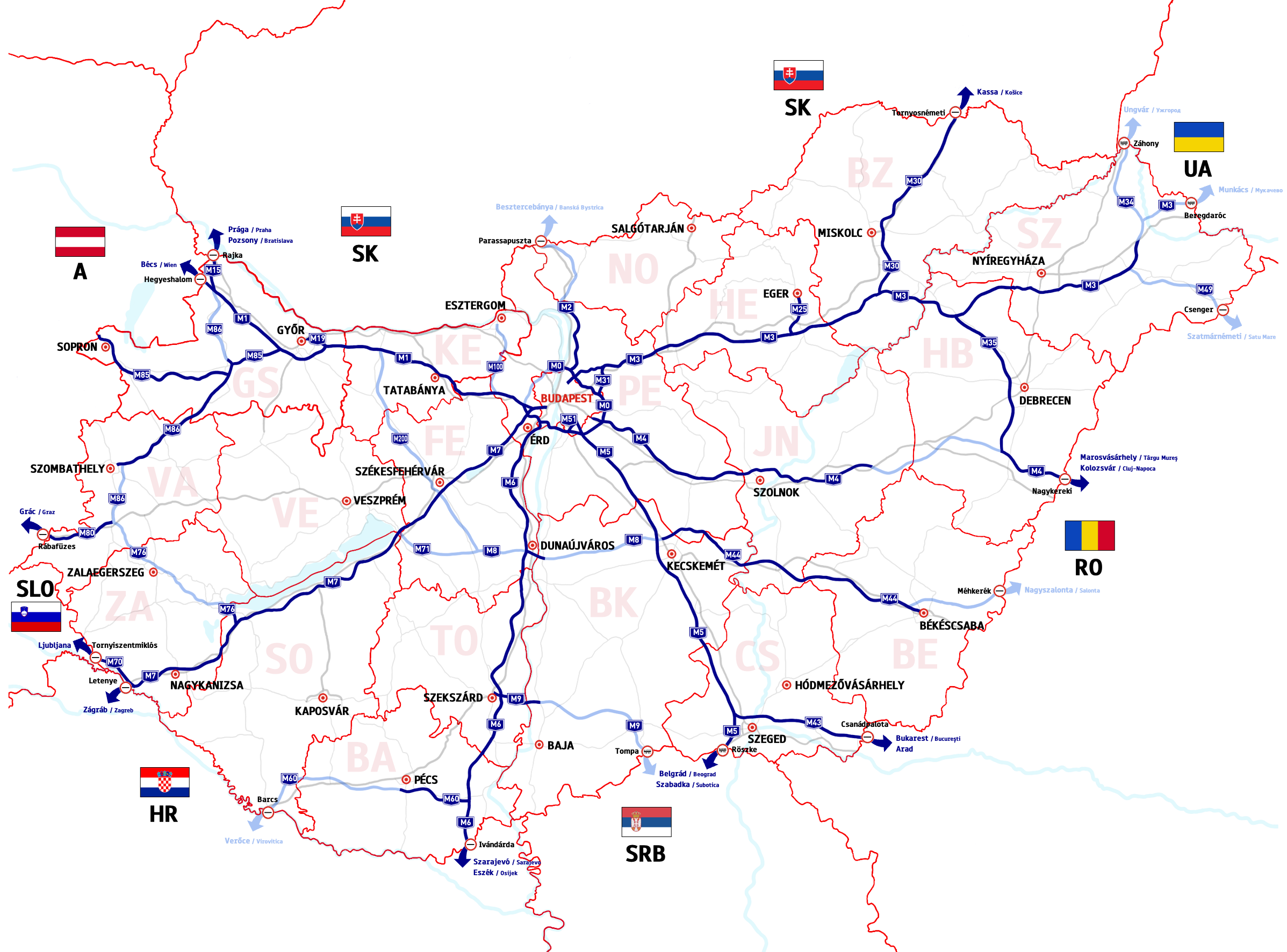
Magyarország autópályái és autóútjai
Jelmagyarázat:

| Út        | Európai út | Érintett települések, nagyobb kereszteződések | Hossz     | Hossz     | Hossz | Hossz     | Térkép |
| Út        | Európai út | Érintett települések, nagyobb kereszteződések | Teljes    | Elkészült | Épül  | Tervezett | Térkép |
| --------- | ---------- | --- | --------- | --------- | ----- | --------- | ------ |
|           |            | Biatorbágy (M1) – Törökbálint (M7) – Budafok-Tétény (M6) – Dunaharaszti (M51) – Gyál (M5) – Vecsés (M4) – Nagytarcsa (M31) – Újpalota (M3) – Dunakeszi (M2) – Üröm – Budaörs | 109 km    | 77 km     | 0 km  | 32 km     |        |
|           |            | Budapest – Kisigmánd (M81) – Győr (M19 / M83 / M85) – Levél (M15 / M86) – Hegyeshalom / Ausztria(M1-M7 közös szakasz nélkül)                                                 | 161 km    | 161 km    | —     | —         |        |
|           |            | Dunakeszi (M0) – Vác – Rétság – Hont–Parassapuszta / Szlovákia | 68 km     | 30 km     | 0 km  | 38 km     |        |
|           |            | Budapest – Gödöllő (M31) – Kál (M25 / M32) – Emőd (M30) – Görbeháza (M35) – Nyíregyháza – Őr (M49) – Vásárosnamény (M34) – Beregdaróc / Ukrajna                              | 296 km    | 269 km    | 0 km  | 27 km     |        |
|           |            | Budapest – Vecsés (M0) – Abony (M8 / M32) – Berettyóújfalu (M35) – Nagykereki / Románia                                                                                      | 222 km    | 125 km    | 34 km | 63 km     |        |
|           |            | Budapest – Gyál (M0) – Kecskemét (M8) – Szeged (M43) – Röszke / Szerbia | 160 km    | 160 km    | —     | —         |        |
|           |            | Budafok-Tétény (M0) – Dunaújváros (M8) – Szekszárd (M9) – Bóly (M60 / M90) – Ivándárda / Horvátország                                                                        | 194 km    | 186 km    | 8 km  | —         |        |
|           |            | Budapest – Törökbálint (M0) – Székesfehérvár (M81) – Balatonfőkajár (M8) – Siófok – Hollád (M76) – Nagykanizsa – Letenye (M70) – Letenye / Horvátország                      | 226 km    | 226 km    | —     | —         |        |
|           |            | Balatonfőkajár (M7) – Sárbogárd (M81) – Dunaújváros (M6) – Kecskemét (M5) – Nagykőrös (M44) – Abony (M4 / M32)                                                               | 163 km    | 10 km     | 0 km  | 153 km    |        |
|           |            | Szekszárd (M6) – Nemesnádudvar | 31 km     | 21 km     | 0 km  | 10 km     |        |
|           |            | Levél (M1 / M86) – Rajka / Szlovákia | 14 km     | 14 km     | —     | —         |        |
|           |            | Győr-kelet (M1) – Győr-észak | 9 km      | 9 km      | —     | —         |        |
|           |            | Kál (M3) – Eger | 18 km     | 18 km     | —     | —         |        |
|           |            | Emőd (M3) – Miskolc – Tornyosnémeti / Szlovákia | 84 km     | 84 km     | —     | —         |        |
|           |            | Nagytarcsa (M0) – Gödöllő (M3) | 12 km     | 12 km     | —     | —         |        |
|           |            | Abony (M4 / M8) – Kál (M3 / M25) | 63 km     | 0 km      | 0 km  | 63 km     |        |
|           |            | Vásárosnamény (M3) – Záhony / Ukrajna | 36 km     | 0 km      | 0 km  | 36 km     |        |
|           |            | Görbeháza (M3) – Debrecen – Berettyóújfalu (M4) | 67 km     | 67 km     | —     | —         |        |
|           |            | Szeged (M5) – Makó – Csanádpalota / Románia | 57 km     | 57 km     | —     | —         |        |
|           |            | Kecskemét (M8) – Szarvas – Békéscsaba | 168 km    | 125 km    | 0 km  | 43 km     |        |
|           |            | Őr (M3) – Mátészalka – Csenger / Románia | 45 km     | 0 km      | 28 km | 17 km     |        |
|           |            | Budapest (M5) – Dunaharaszti (M0) | 4 km      | 4 km      | —     | —         |        |
|           |            | Bóly (M6) – Pécs – Szigetvár (M90) – Barcs / Horvátország | 97 km     | 31 km     | 0 km  | 66 km     |        |
|           |            | Letenye (M7) – Tornyiszentmiklós / Szlovénia | 21 km     | 21 km     | —     | —         |        |
|           |            | Hollád (M7) – Keszthely – Zalaegerszeg – Körmend (M80 / M86) | 83 km     | 9 km      | 0 km  | 74 km     |        |
|           |            | Körmend (M76 / M86) – Rábafüzes / Ausztria | 28 km     | 27 km     | 1 km  | —         |        |
|           |            | Szlovákia / Komárom – Kisigmánd (M1) – Székesfehérvár (M7) – Sárbogárd (M8)                                                                                                  | 114 km    | 0 km      | 0 km  | 114 km    |        |
|           |            | Győr (M1) – Csorna (M86) – Sopron / Ausztria | 95 km     | 89 km     | 6 km  | —         |        |
|           |            | Körmend (M76 / M80) – Szombathely (M87) – Csorna (M85) – Levél (M1 / M15) | 122 km    | 64 km     | 0 km  | 58 km     |        |
|           |            | Szombathely (M86) – Kőszeg / Ausztria | 22 km     | 1 km      | 0 km  | 21 km     |        |
|           |            | Hollád (M7 / M76) – Kaposvár – Szigetvár (M60), majd Bóly (M6 / M60) – Tompa – Szeged (M5 / M43)                                                                             | 90+131 km | 0 km      | 0 km  | 90+131 km |        |
|           |            | Szlovákia / Esztergom – Martonvásár (M7) – Ercsi (M6) – Újhartyán (M5) – Albertirsa (M4)                                                                                     | 126 km    | 0 km      | 0 km  | 126 km    |        |
| ÖSSZESEN: | ÖSSZESEN:  | ÖSSZESEN: | 3 069 km  | 1 897 km  | 55 km | 1 141 km  |        |

Jelmagyarázat:

### Kiemelt főutak
A kiemelt főutak – általános esetben – 110 km/órás tervezési sebességű, 2x2 sávos, osztottpályás, csökkentett keresztmetszetű, burkolt üzemi sáv nélküli utak, amelyek a gépjárművek visszatartására alkalmas fizikai elválasztással, valamint különszintű, illetve szabályozott szintbeni csomópontokkal rendelkeznek.
A kiemelt főút fogalma a gyorsutat váltotta miután, törvényi szinten a gyorsút fogalma 2018. december 15-ével kivezetésre került.
Jelentősebb 2x2 sávos, osztottpályás főutak:
- -as főút: M3-as autópálya (Magyarország) és Gyöngyös között (7 km)
- -ös főút: M5 és Kecskemét között (8 km)
- -os főút: Szekszárd és Tolna között (4 km)
- -as főút: Veszprém és Székesfehérvár között (50 km), valamint Veszprém és Herend között (11 km)
- -es főút: Budapest és Szentendre között (4 km)
- -es főút: Hatvan és Salgótarján között (50 km)
- -os főút: Miskolc és Sajóbábony között (10 km)
- -es főút: Felsőzsolca és Szerencs között (27 km)
- -es főút: Békéscsaba és Gyula között (11 km)
- -es főút: Szeged és Hódmezővásárhely között (14 km)
- -es főút: Taszár és Kaposfő között (kijelölt autóút, szakaszos 2x2 sáv) (19 km)
- -es főút: M7 és Kaposvár között (50 km)
- -as főút: Győr és Pápa között (36 km)
- -es főút: Sopron és az országhatár (Ausztria) között (4 km)
- -os főút: Egyházasrádóc és Körmend között (3.5 km)
- -es főút: Debrecen és Hajdúsámson között (5 km)

## Megépült szakaszok időrendben
* A Gyorsút kategória jogilag 2018-ban megszűnt, ezért ezen útszakaszok zárójelben szerepelnek a fenti táblázatban.
Magyarország gyorsforgalmi úthálózatának bővülése
| Magyarország gyorsforgalmi úthálózatának bővülése | Magyarország gyorsforgalmi úthálózatának bővülése | Magyarország gyorsforgalmi úthálózatának bővülése | Magyarország gyorsforgalmi úthálózatának bővülése | Magyarország gyorsforgalmi úthálózatának bővülése |
| ------------------------------------------------- | ------------------------------------------------- | ------------------------------------------------- | ------------------------------------------------- | ------------------------------------------------- |
| Év                                                |                                                   |                                                   |                                                   | Teljes úthossz [km]                               |
| 2026                                              | 2026                                              |                                                   | 2001                                              | 2001                                              |
| 2025                                              | 2025                                              |                                                   | 1938                                              | 1938                                              |
| 2024                                              | 2024                                              |                                                   | 1897                                              | 1897                                              |
| 2023                                              | 2023                                              |                                                   | 1875                                              | 1875                                              |
| 2022                                              | 2022                                              |                                                   | 1875                                              | 1875                                              |
| 2021                                              | 2021                                              |                                                   | 1845                                              | 1845                                              |
| 2020                                              | 2020                                              |                                                   | 1745                                              | 1745                                              |
| 2019                                              | 2019                                              |                                                   | 1593                                              | 1593                                              |
| 2018                                              | 2018                                              |                                                   | 1479                                              | 1479                                              |
| 2017                                              | 2017                                              |                                                   | 1442                                              | 1442                                              |
| 2016                                              | 2016                                              |                                                   | 1432                                              | 1432                                              |
| 2015                                              | 2015                                              |                                                   | 1399                                              | 1399                                              |
| 2014                                              | 2014                                              |                                                   | 1340                                              | 1340                                              |
| 2013                                              | 2013                                              |                                                   | 1319                                              | 1319                                              |
| 2012                                              | 2012                                              |                                                   | 1279                                              | 1279                                              |
| 2011                                              | 2011                                              |                                                   | 1279                                              | 1279                                              |
| 2010                                              | 2010                                              |                                                   | 1241                                              | 1241                                              |
| 2009                                              | 2009                                              |                                                   | 1073                                              | 1073                                              |
| 2008                                              | 2008                                              |                                                   | 1069                                              | 1069                                              |
| 2007                                              | 2007                                              |                                                   | 993                                               | 993                                               |
| 2006                                              | 2006                                              |                                                   | 916                                               | 916                                               |
| 2005                                              | 2005                                              |                                                   | 777                                               | 777                                               |
| 2000                                              | 2000                                              |                                                   | 531                                               | 531                                               |
| 1995                                              | 1995                                              |                                                   | 384                                               | 384                                               |
| 1990                                              | 1990                                              |                                                   | 347                                               | 347                                               |
| 1985                                              | 1985                                              |                                                   | 302                                               | 302                                               |
| 1980                                              | 1980                                              |                                                   | 213                                               | 213                                               |
| 1975                                              | 1975                                              |                                                   | 132                                               | 132                                               |
| 1970                                              | 1970                                              |                                                   | 85                                                | 85                                                |
| 1965                                              | 1965                                              |                                                   | 7                                                 | 7                                                 |
| ██ = Tény ██ = Terv                               |                                                   |                                                   |                                                   |                                                   |

|  |  |  |  |                       |
|  |  |  |  |                       |
|  |  |  |  | Az M85-ös Nagycenknél |

## Tervek és építkezések
Az elkövetkező években három cél van:
- Minden olyan megyei jogú város 110 km/h-s útkapcsolatot kap a fővárossal, amelyik még nem rendelkezik ilyennel (M76 Zalaegerszeg).
- A már korábban megépült autópályákat/autóutakat az államhatárig vezetik (M2, M3, M6, M60).
- Eddig elmaradt a nem sugárirányú utak kiépítése, de ez most prioritást kap: M8, M9.

Tervek készültek az M1, M7, illetve a későbbiekben az M3, M5 autópályák 2×3 sávosra bővítésére a főváros körül a megnövekedett forgalom miatt. Az M1 a legégetőbb, mert 100%-on felüli kapacitás terheli és ez a legidősebb autópályánk, amin nyomvályúk lassítják a forgalmat. Mivel az autópálya műtárgyai 2×2 + leállósávra készültek, teljesen át kell építeni. Az M0 autóúton nemrég történt meg a déli szektor 2×3+1 sávra bővítése.

### Épülő autópályák és autóutak
Magyarország épülő autópálya és autóút szakaszai átadásuk ideje szerint:

Összesen 90,371 km autópálya vagy autóút, amellyel együtt az ország gyorsforgalmi úthálózata eléri a 2000 km-t.

### Tervezés alatt álló autópályák és autóutak
Magyarország előkészítési fázisban lévő autópályák és autóutak szakaszai:

### Tervezett pontszerű fejlesztések
- M1 Moson pihenőhely rejtett csomópont építése
- M15 Bezenye csomópont építése
- M44 Kunszentmárton csomópont építése
- M4 Üllő ipari park csomópont építése
- M4 Monor (Strázsa-hegyi) komplex pihenő építése
- M4 Újszilvás csomópont építése
- M86 Répcelak autópálya mérnökség építése
- M4 Szolnok autópálya mérnökség építése
- M5 Kunszállási csomópont építése
- M44 Kamut csomópont építése
- M3 Hatvan (Bosch) csomópont építése

## Jelentős műtárgyak
Magyarország autópályáin az ország terepviszonyai miatt nem volt szükség látványos viaduktok, magas tengerparti hidak létrehozására. Az autópálya-infrastruktúra legnagyobb méretű önálló elemeit ott építették fel, ahol az utak az országot átszelő két folyamot keresztezik. A Dunán és a Tisza fölött négy-négy (M0 északi és déli szektor, M8, M9, illetve M3, M4, M44, M43) helyen ívelnek át a gyorsforgalmi utak hídjai. Rendre kritikák érik azokat a létesítményeket, amelyeket a folyamoktól távol hoznak létre.

### Átadott műtárgyak

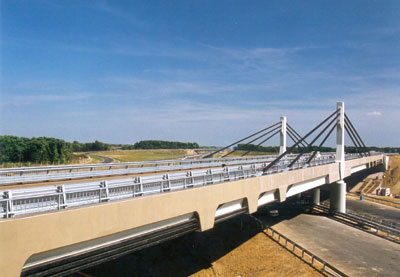
A Korongi híd

Az M3-as autópálya Tisza-hídját (Polgári Tisza-híd) 2002. október 1-jén adták át, az M3-as autópálya részeként a Tisza fölött. Hajdú-Bihar vármegye északnyugati térségét és Borsod-Abaúj-Zemplén vármegye déli részét köti össze. Hossza mindössze 405,50 m.
A Szent László híd a Dunántúlt köti össze az Alfölddel, Szekszárdtól északkeletre. 2003. július 4-én adták át az autósoknak. Ez a híd volt az első új Duna-híd 73 év után, amely nem Budapesten épült meg. 919,6 méteres hosszával a megépítésekor az ország leghosszabb közúti hídja volt. Jelenleg az M9-es autóút halad át rajta.
Az M70-es autóút 2004 szeptemberében átadott szakaszán található Magyarország első feszített-függesztett hídja, a 115 m hosszú Korongi híd.

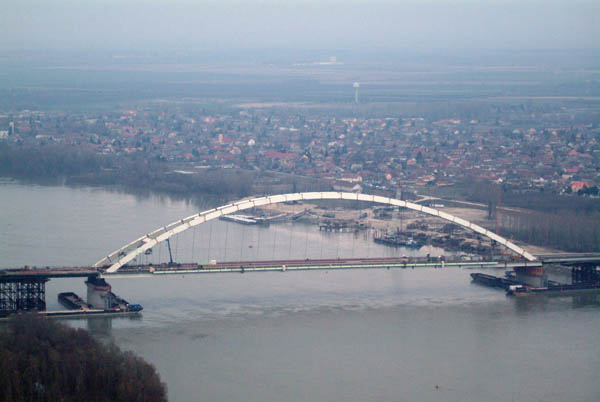
Pentele híd

Világszenzációnak számít a dunaújvárosi Duna-híd, a Pentele híd, amely az M8-as autópálya, a 6-os főút és az 51-es főút közötti 5,5 kilométeres szakaszán épült, kivitelezési költsége mintegy 53,5 milliárd forint volt. Mederhídja függesztett acélszerkezetű gerendahíd, fesztávolsága közel 308 méter, ezzel ebben a szerkezeti formában a világ leghosszabb hídja. A 2×2 forgalmi sáv mellett két leállósáv, mintegy négyméternyi elválasztó sáv, mindkét oldalon 2,5 méteres járda és az északi oldalon kerékpárút is épült. Különleges műszaki teljesítménynek számít, hogy a Dunaújvárosban legyártott hídszerkezetet a parton szerelték össze és úsztatással juttatták végleges helyére, a pillérekre.

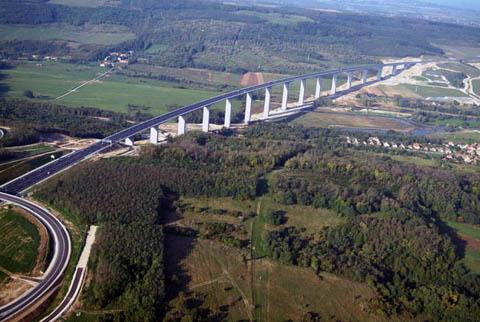
Kőröshegyi völgyhíd

Szintén rekorder a Kőröshegyi völgyhíd, amely az M7-es autópálya, Zamárdi és Balatonszárszó közötti mintegy 15 kilométeres szakaszának részeként épült Kőröshegy fölé. A völgyhíd hossza 1872 méter, legnagyobb magassága 88 méter, szélessége pedig közel 24 méter, amelyen 2×2 forgalmi sáv kapott helyet, leállósáv nem épült. A híd építésénél alkalmazott technológia is kuriózumnak számít, mivel egy segéd-szerelőhidat alkalmaztak a híd szerkezeti elemeinek összeszerelése során.

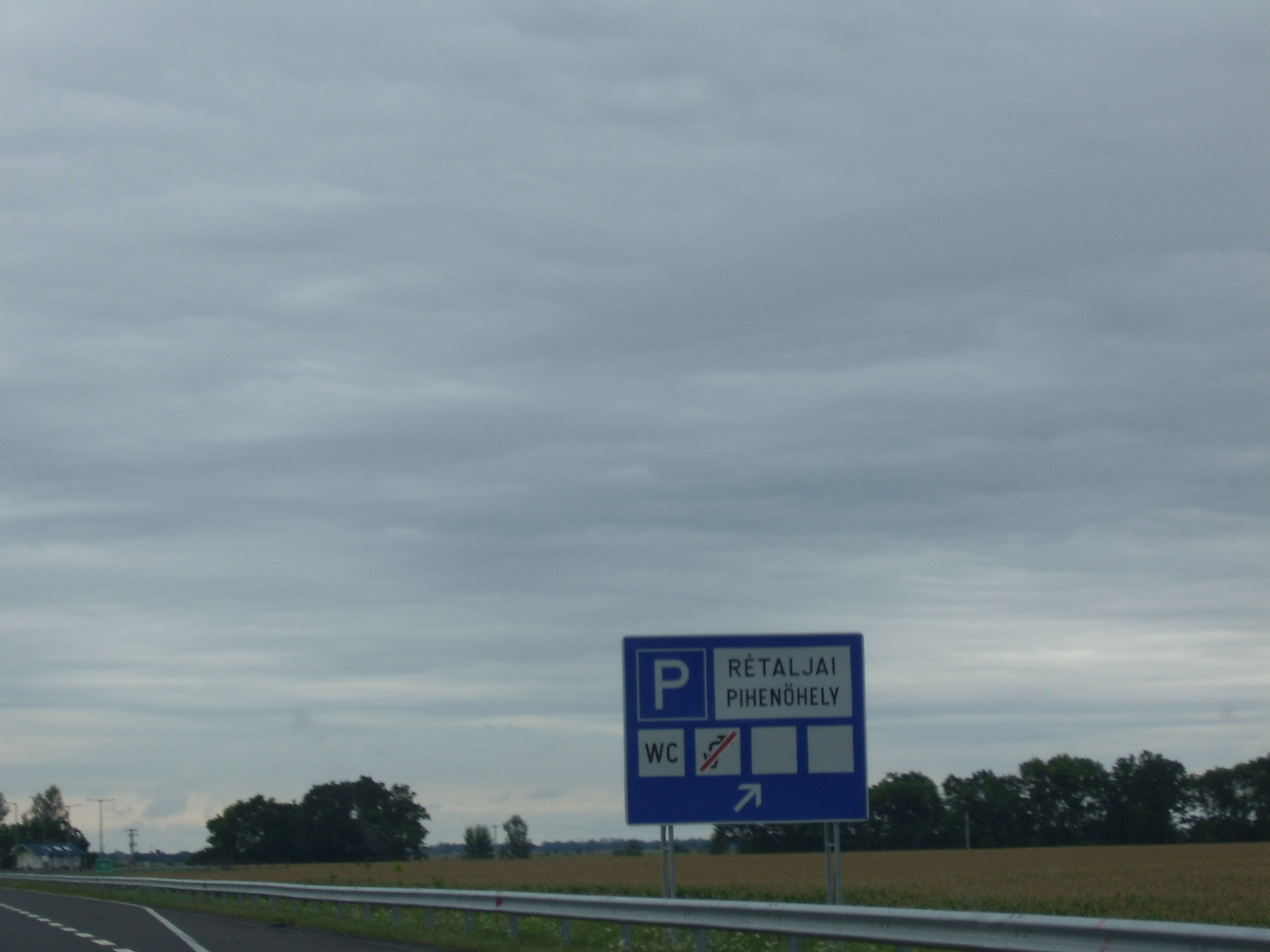
A Rétaljai pihenőhely Hajdúnánáson

Ugyan nem számít rekordnak, 2007 egyik jelentős momentuma volt, amikor 40 kilométerrel nőtt az M3-as autópálya hossza Görbeháza és Nyíregyháza között. Ez az útszakasz áthalad Hajdúböszörmény, Hajdúnánás, Hajdúdorog és Kálmánháza közigazgatási területein is, ahol 2×2 forgalmi, 2×1 leállósáv, 3 pihenőhely, 9 felüljáró, 20 aluljáró és 25 ökológiai átjáró épült.

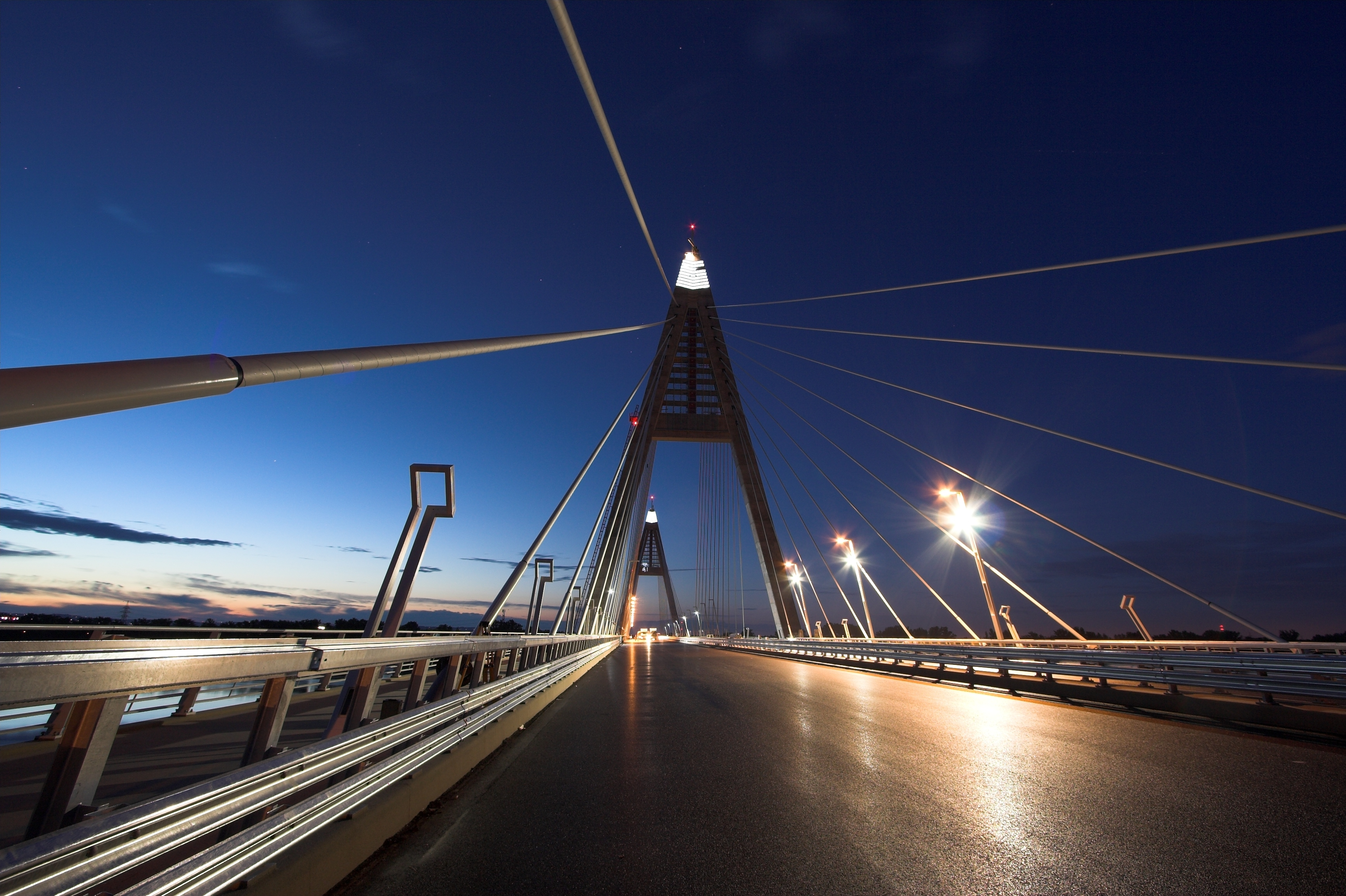
Megyeri híd

A 2008. szeptember 30-án átadott Megyeri híd (nem hivatalosan az M0-s északi Duna-hídja) a Duna felett ível át, mely Újpestet köti össze Budakalásszal a Szentendrei-szigeten keresztül. A híd a magyar fővárost elkerülő M0-s autóút 2-es főút és 11-es főút közti szakaszának része, mely áthalad a Szentendrei-sziget és a Szentendrei-Duna-ág felett is. A híd valójában 5 híd (9 hídszerkezet) együttese, melyek közül a legnevezetesebb a Nagy-Duna-ág felett átívelő 591 m hosszú hídszerkezet, amely az ország első igazi ferdekábeles hídja.

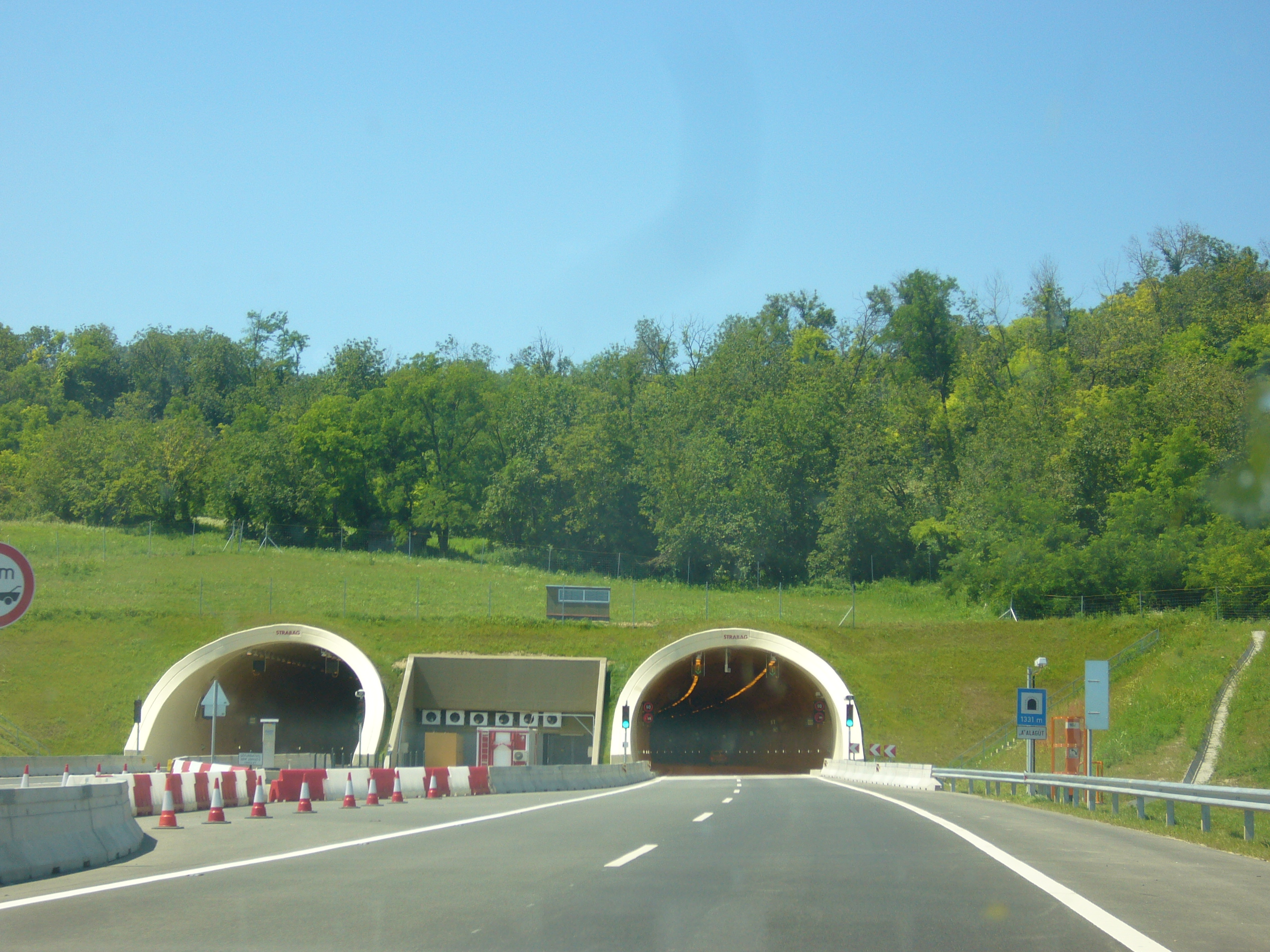
A Bátaszéki („A”) alagút bejárata az új M6-os szakaszon.

Igen nagy vitát váltott ki az M6-os bátaszéki szakaszán felépítendő alagutak terve. Az M6-os autópálya egyes szakértők állítása szerint csak alagutakkal és viaduktokkal épülhetett meg. A tervezők hat évig keresték az ideális nyomvonalat, ám keletebbre a Duna és a Gemenci-erdő, nyugatabbra a Mecsek miatt nem vezethették az autópályát. Magyarország első autópálya-alagútjaival és a közöttük épülő völgyhidakkal végül egy kompromisszumos nyomvonalat jelöltek ki M6-osnak. Szekszárdtól Pécsig az M6-os összesen négy alagútpárral (Bátaszék alagút, Geresd-alagút, Baranya-alagút, Véménd-alagút) és kilenc nagyobb híddal épült meg. A PPP-konstrukciós beruházásra a jelentkezők a tender tárgyalásos szakaszában 266 és 300 milliárd forint közötti ajánlatokat tettek. A hidak közül nyolc viadukt, a kilencedik a Sió-csatorna fölött épült.
Az M43-as autópálya Tisza-hídja (Móra Ferenc híd), amely az M43-as autópálya részeként a Tisza fölött Csongrád-Csanád vármegye délkeleti térségeit köti össze az ország vérkeringésével. Hossza 661 méter.

### Épülő és tervezett nagy műtárgyak
A gyorsforgalmi úthálózat további fejlesztése főként Magyarország keleti területein gyarapítja a nagyobb hidak számát. A közelmúltban új Tisza-híd épült az M44-esen Tiszakürt és Lakitelek között, illetve a 450 m hosszú Kőrös-híd, valamint az M4-esen Szolnoknál szintén a Tisza felett, továbbá Nagykerekinél a Dusnok-patak feletti felüljáró 376,40 m hosszúsággal. Egyes tervek számolnak további két Tisza-híddal az M3-as autópálya folytatásaként Vásárosnamény körzetében és az M34-es autópálya záhonyi hídjának megépítésével is.
Kivitelezés alatt áll a M85 Soproni alagútja 780 m hosszan, továbbá az M0 északi szektorában építendő több alagút tervezése zajlik.

## Díjfizetés

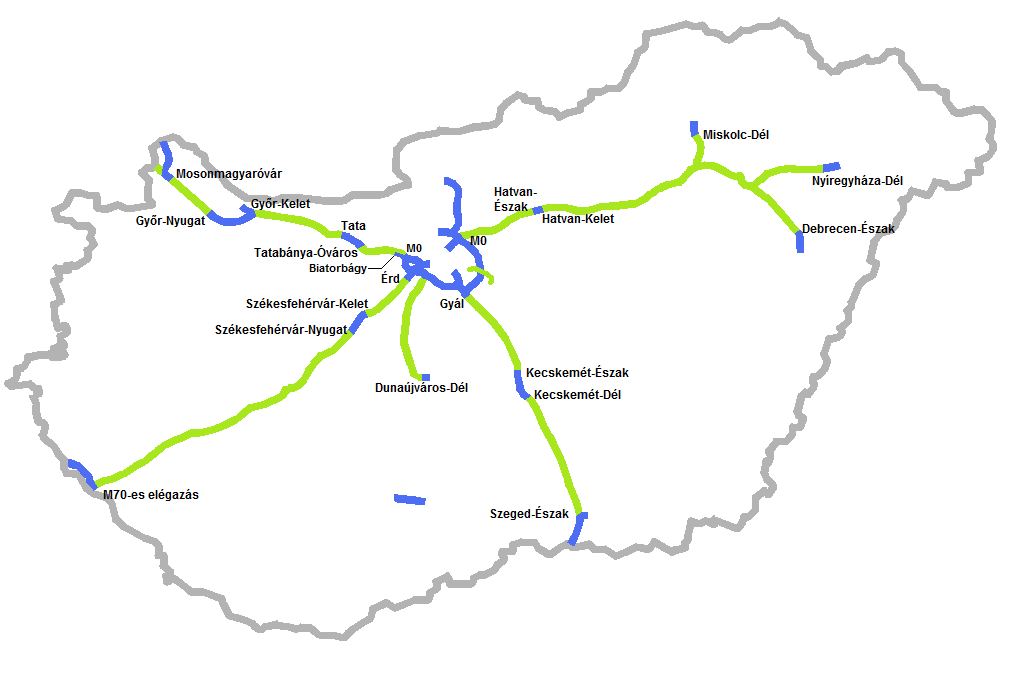
A kékkel jelölt szakaszok a D1-es (és az alatti) kategória járművei számára díjmentesek voltak 2015. január 1-je előtt

Magyarországon először a rendszerváltás idején merült fel a gyorsforgalmi utak díjasításának ötlete. Az 1990-es évek végéig a közvetlen, sorompóknál történő díjszedésen alapuló rendszer kapott nagyobb teret, ám ezt a negatív tapasztalatok miatt 2000-et követően egy egész hálózat használatára jogosító matricásnak nevezett bérletrendszer váltotta fel. Napjainkra az elavult, sorompós rendszerű díjszedés mindenütt megszűnt, a gyorsforgalmi úthálózat egésze a matricás rendszer része. A fizetési rendszer a különböző típusú járműveket eltérő díjkategóriába sorolja be. Ma már a gyorsforgalmi úthálózat döntően nagyobb része csak fizetés ellenében használható. Míg a legalsó kategóriába tartozó személyautók számára több ingyenes szakasz is rendelkezésére áll (főként a nagyvárosok környékén), addig a magasabb kategóriába tartozó teherautóknak szinte mindenütt fizetniük kell az autópályák használatáért. 2013. július 1-től 6513 km, majd 2013. novemberétől 6500 km gyorsforgalmi és főúton került a HU-GO elektronikus, megtett út arányos díjszedési rendszer bevezetésére.
2015. január 1-től szinte a teljes gyorsforgalmi úthálózat fizetős lett a D1-es kategória számára is, köztük az elkerülő utak többsége is. A rendszer bevezetésével együtt bevezetésre került a megyei (2023-tól: vármegyei) matricák rendszere, ami a meglévő díjfizetési rendszert egészíti ki. Lényege, hogy egy-egy megyére érvényes éves matricát is lehet vásárolni, kedvező áron, így aki csak egy-egy megye fizetős útszakaszait veszi rendszeresen igénybe, annak nem szükséges az egész országra érvényes matricát beszerezni. Az új rendszer bevezetése jelentős ellenállást váltott ki, mert azt nem előzte meg konzultáció, és az elkerülő utak mellett a budapesti autópályabevezető-útszakaszok is fizetőssé váltak, így a városkörnyéki bevásárlóközpontok látogatói számára is kötelezővé vált a Pest megyére érvényes matrica megvásárlása.[forrás?]

## Vállalatok

### Építtetők
Az autópálya-beruházások felsőszintű irányítását mindenkor a Közlekedési Minisztérium vagy a jogutód minisztérium illetékes főosztálya látja el. 1958 és 1964 között a Második Út- Hídfőosztály volt az autópálya-beruházások irányítója. 1964-től a beruházói jogkört a Budapest Közúti Igazgatóságra ruházták át. Az Igazgatóságon belül 1971-ben alakult meg az Autópálya Főmérnökség, melynek neve 1983-ban Autópálya Műszaki Igazgatóságra változott. 1989-ben hozta létre a minisztérium az Autópálya Igazgatóságot, amelyből a megalakult ÁAK Kht., majd ÁAK Rt. (Állami Autópályakezelő), ma Nemzeti Útdíjfizetési Szolgáltató Zrt. volt az autópálya fejlesztések beruházója. 1999. augusztus 29-én alakult meg a Nemzeti Autópálya Rt. (NA Rt.), mely a feladatbővülése után 2007 óta hívnak NIF Zrt.-nek.

### Koncessziós cégek
ELMKA
Az Első Magyar Koncessziós Autópálya Rt. (röviden: ELMKA) volt az első magyarországi magántulajdonú autópálya-építő vállalkozás. A Győr-Moson-Sopron megyében gyorsforgalmi utakat építő céget 1993-ban alapították. A cég 1996-ban kezdte meg az útdíjszedést az M1-es autópálya Győr és Hegyeshalom közötti szakaszán, ám hamarosan egyre súlyosbodó pénzügyi nehézségek akadályozták a vállalat tevékenységét. Az ELMKA 1999-ben a teljes pénzügyi ellehetetlenülés szélére sodródott, majd egy állami beavatkozást követően (ekkor létezett rövid ideig a NYUMA Rt.-Nyugat-Magyarországi Autópálya-üzemeltető Rt.) szerepkörét vesztvén megszűnt.
AKA
Az Alföld Koncessziós Autópálya Zrt. (röviden AKA Rt. vagy AKA) egy magyarországi magántulajdonú autópályatársaság, amely az M5-ös autópálya tulajdonosa. Az 1990-es évek elején meghirdetett koncessziós rendszerben történő továbbépítésére alapították, 1994. július 27-én. A megépített szakaszokon a cég útdíjat szedhetett. 2004-ben a magyar állam tulajdonrészt szerzett az AKA-ban, ezt követően a kapus díjszedést megszüntették, helyét a világszerte népszerű matricás-rendszer vette át.
M6 Autópálya
Az M6 Duna Autópálya Koncessziós Zrt.-t 2004-ben a PPP projektek területén vezető híres német cég, az osztrák piacon több mint 125 éve lévő vállalat és Közép-Európában tevékenykedő Swietelsky alapították.
Mecsek autópálya Konzorcium
2007. november 21-én, a Mecsek Autópálya Konzorcium és a Magyar Köztársaság közötti koncessziós szerződés aláírásával megszületett a MAK. Az M6-os és M60-as építtetője. 2010. március 31-én adták át az autópályákat a forgalomnak.
MKIF Magyar Koncessziós Infrastruktúra Fejlesztő Zrt.
2022. szeptember elsejétől, 1237 km már meglévő magyarországi gyorsforgalmi út üzemeltetését, fenntartását, fejlesztését vette át az MKIF Magyar Koncessziós Infrastruktúra Fejlesztő Zrt. A Társaság a Magyar Állammal kötött szerződés alapján végzi a már megépült gyorsforgalmi úthálózat üzemeltetését és fenntartását. Valamint az újonnan épülő szakaszok tervezését, fejlesztését, építését.

### Autópálya-üzemeltetők
ÉKMA

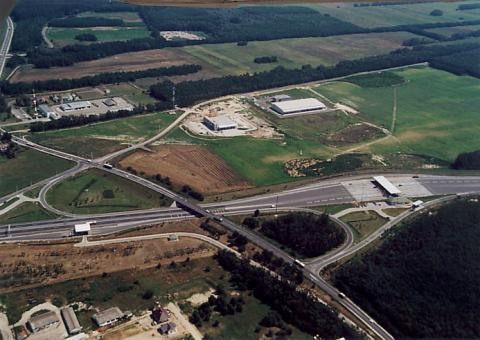
Mára megszüntetett fizetőkapu az M5-ös autópályán, Újhartyán közelében

Északkelet-magyarországi Autópálya-fejlesztő és üzemeltető Autópálya Rt. 1996-ban alakult az M3-as autópálya fejlesztésére, üzemeltetésére és működtetésére. 2000-ben az autópálya társaságok egyesítése miatt az ÉKMA Rt., beleolvadt az ÁAK-be.
ÁAK
Az 1989-ben alakult Autópálya Igazgatóság jogutódjaként 1996-ban alakult meg az Állami Autópálya Kezelő Kht. Feladata a díjas M1, M3 és M5 autópályák kivételével a magyarországi gyorsforgalmi úthálózat üzemeltetése, fenntartása és fejlesztése. A 2000. augusztus 29-én alakult Állami Autópálya-kezelő Zrt.-vé, amikor is egyesült az ÉKMA Rt., a NYUMA Rt. és az ÁAK.
Intertoll
Az Intertoll egy autópályaépítések finanszírozásával és a megépített gyorsforgalmi utak üzemeltetésével foglalkozó nemzetközi cég. Az üzemeltetőnek Dél-Afrikában, Magyarországon és Lengyelországban vannak érdekeltségei. Ma Magyarországon az M5-ös és az M6-os autópályák üzemeltetését végzi.

## A csomópontok térképen

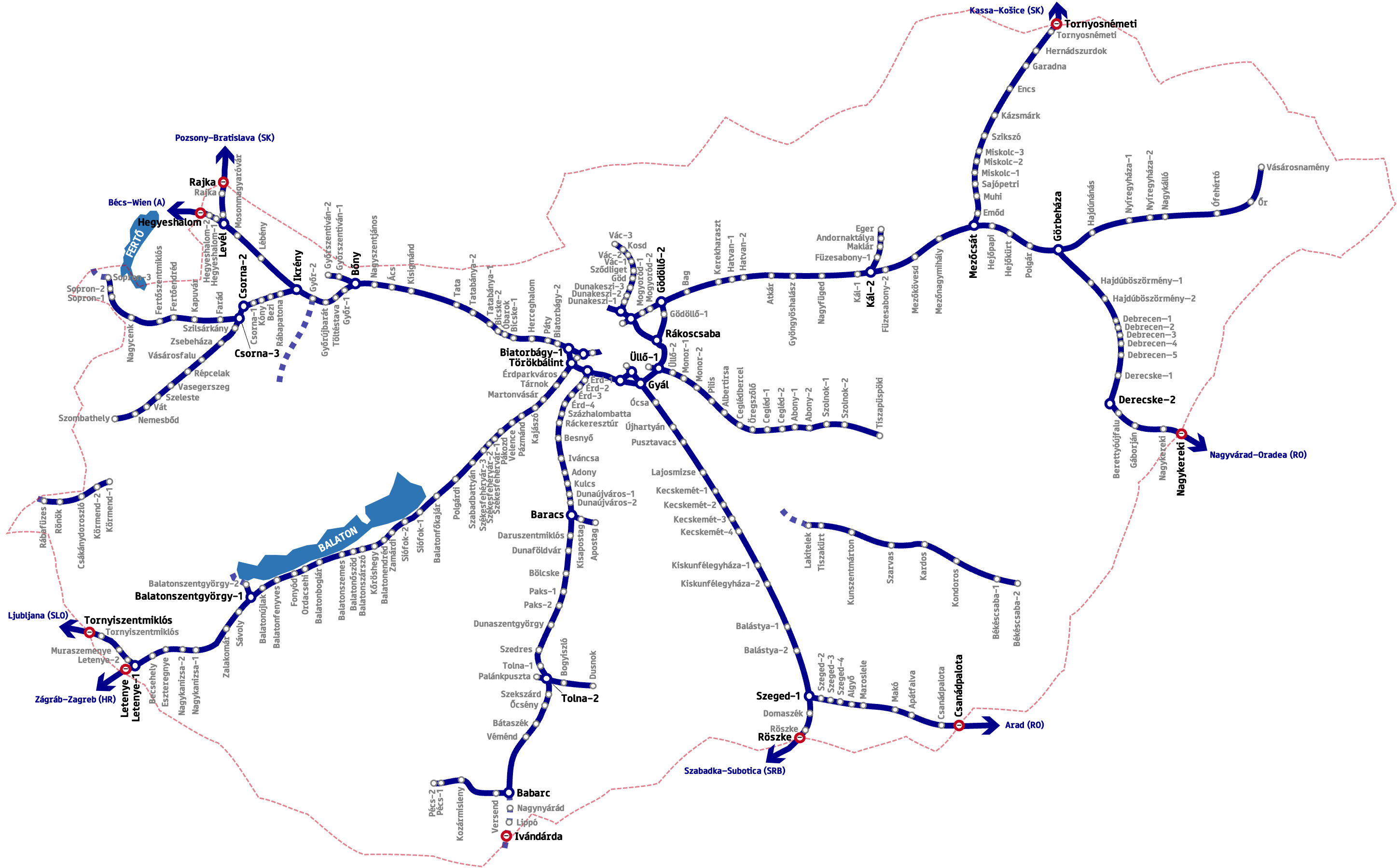
Magyarország autópályáinak sematikus térképe a csomópontokkal

## Lásd még
- Magyarország leghosszabb hídjai